# Ignacio Rodríguez (futebolista)
Ignacio Rodríguez (Zacatepec, 12 de junho de 1956 – 19 de maio de 2025) foi um futebolista mexicano que competiu na Copa do Mundo FIFA de 1986.